# Chicago Griffins Rugby Football Club
 (juillet 2025).
Motif : Aucune source secondaire ne permet de vérifier la notoriété de ce club amateur
- Archive Wikiwix
- Bing
- Cairn
- DuckDuckGo
- E. Universalis
- Gallica
- Google
- G. Books
- G. News
- G. Scholar
- Persée
- Qwant
- (zh) Baidu
- (ru) Yandex
- (wd) trouver des œuvres sur Wikidata

| 1. | Préciser le motif de la pose du bandeau. | Précisez le motif de la pose du bandeau en utilisant la syntaxe suivante : {{admissibilité à vérifier\|date=juillet 2025\|motif=remplacez ce texte par le motif}}                                         |
| 2. | Informer les utilisateurs concernés.     | Pensez à avertir le créateur de l'article, par exemple, en insérant le code ci-dessous sur sa page de discussion : {{subst:avertissement admissibilité à vérifier\|Chicago Griffins Rugby Football Club}} |

Maillots
Actualités
Le Chicago Griffins RFC est un club de rugby à XV américain créé en 1973 et évoluant en Men's D1 Club Championship.

## Effectif actuel
| - Allen, Josh - Beecher, Ryan - Bleitner, David - Braisie, Mike - Brown, Brendan - Bujwit, Dan - Burleigh, Connor - Collins, Kevin - Compton, Tanner - Cooney, Sean - Crabtree, Matt - DeBartolo, Don - Doggett, Cal - Fleming, Mike - Fonua, Semisi - Grossheider, Kyle - Hayes, Pat - Jacobson, Erik - Jarvis, Kristian - Jensen, Nate - Kinnich, Dave - Lalor, John - Levy, Josh - Luhrsen, John - Mafuli, Niko | - Maingard, Ollie - Manlapaz, Angelo - Mantle, Duane - Marek, Patrick - McBride, Ryan - McKean, Ryan - Mercado, Pedro - Miller, Mike - Mulvaney, Bobby - Murray, Patrick - Murray, Sam - Najor, Matt - Pellegrino, Sam - Peterson, Scott - Quaglia, Corey - Sassolino, Luke - Scanlon, Mike - Seymour, Sam - Smith, JT - Spaulding, Taylor - Steck, Dan - Tusiga, Manu - Van Baber, Pax - Walcott, Nick |